# Mark Wittendorf
Am Beuthenbach, dem Oberlauf der Würschnitz, erstreckte sich zwischen den Ortschaften Neuwiese und Beutha die Wald- und Wiesenflur der Wüsten Mark Wittendorf, das namentliche Überbleibsel eines untergegangenen Dorfes. Heute gibt es nur noch Neuwittendorf.

## Geschichte
Urkundlich wird Wittendorf erstmals 1174 in Wildenfelser Gerichtsakten erwähnt. Im Jahr 1406 wird dann das Dorf eines Witticho bei der Pfandverschreibung der alten Grafschaft Hartenstein an die Schönburger bereits als Wüstung erwähnt und ist deshalb keinesfalls von den Hussiten 1429/31 oder gar erst im Dreißigjährigen Krieg von den Kroaten oder Schweden zerstört worden. Genährt wurden Vorstellungen von einer kriegerischen Zerstörung, weil auf den Fluren der Wüsten Mark kleine rostige Hufeisen zum Vorzeichen kamen, die der Volksmund Hussiten- oder Schwedeneisen nannte. Solche Funde sind jedoch in der Gegend nicht selten, auch im Lohwald, in den Reithwiesen von Oberoelsnitz und in den Steegenwiesen zwischen Niederdorf, Lugau und Pfaffenhain, im Bereich des heutigen Steegenwaldes hat man solche Überbleibsel alten Hufbeschlags von Reit- und Zugtieren gefunden.
Der Lößnitzer Pfarrer und Chronist Oesfeld berichtete 1773, dass zu dieser Zeit auf Wittendorfer Flur noch Mauerreste und alte Grabsteine zu sehen gewesen wären. Farnkraut und Brennnesseln zeigten den alten Siedlungsstandort an.
Mit dem untergegangenen Dorf sind mehrere Sagen verbunden, früher war die Wüste Mark stets eine Stätte des Aberglaubens. So soll nachts aus der Tiefe dumpfer Glockenton zu hören sein, besonders dort, wo heute eben das Farnkraut so üppig wächst, denn da hätten die Kirche und der Friedhof gelegen. Außerdem würde der Wittendorfer Pfarrer zur Mitternacht als Gespenst über die Wüstung geistern und laut stöhnend den Tod seiner erschlagenen Pfarrkinder beklagen.
Mit der Stollberger Kärrnersage ist die Wüstung ebenfalls eng verknüpft. Die letzte Fahrt des unglücklichen Kärrners Martin soll ja an jenem Weihnachtsabend ins benachbarte Wittendorf geführt haben. Eine zweite Sagenfassung überliefert, dass er sein Ende nicht im Stollberger Walkteich, sondern im „Kärrnerloch“ auf der Wüstungsflur fand. Alte Karten vermerken tatsächlich ein solches „Kärrnerloch“, und der Volksmund kannte auch ein „Pfaarloch“ (Pferdeloch) am Wege nach Beutha. Im sumpfigen Wüstungsgelände, wo nachts Irrlichter leuchteten, könnten Reiter und Fuhrleute im Morast versunken sein.
Heute nimmt man an, dass Wittendorf wie auch die in der Nähe liegenden Wüstungen Steegen bei Niederdorf sowie Sebottendorf (Sebaltendorf) und Kämpfersgrün  bei Lößnitz schon frühzeitig wüst geworden sind, weil sie entweder Fehlgründungen auf ungünstigen Gelände waren, oder die Siedler aus unterschiedlichen Gründen weiterzogen, um sich eine bessere Stelle zur Niederlassung zu suchen. Auswirkungen von Kriegen und Seuchen sind jedoch nicht völlig auszuschließen.
Die Flur der Wüsten Mark Wittendorf ist später an die Nachbardörfer Oberwürschnitz, Thierfeld, Zschocken, Mittel- und Oberdorf aufgeteilt worden. Auf dem Zschockener Anteil entstand um 1830 die kleine Siedlung Neuwittendorf, die 1928 nach Neuwiese (später Neuwürschnitz) heute Oelsnitz/Erzgeb. eingemeindet wurde. Noch heute existiert die Gemarkung Neuwittendorf im amtlichen Liegenschaftskataster der Stadt Oelsnitz/Erzgeb.